# Fred André
Frederik Cornelis Jan Albert (Fred) André (Haarlem, 31 mei 1941 – aldaar, 24 januari 2017) was een Nederlands voetballer en voetbalcoach. Hij speelde in het betaald voetbal voor VSV, Telstar en Volendam.

## Loopbaan

### Beginjaren
Hij werd geboren in Haarlem en ging daar voetballen bij SV DIO. Totdat hij met zijn ouders verhuisde naar Velsen-Noord en zich aanmeldde bij VV IJmuiden. Op zijn vijftiende jaar vertrok hij naar VVB. Na een jaar in de junioren debuteerde hij in het eerste elftal en speelde tot medio 1959 voor de club uit de buurtschap Breesaap.

### Topschutter
Hij vroeg op 26 oktober 1959 overschrijving aan naar VSV en ging spelen in het tweede team.
Hij debuteerde op 25 februari 1962 in het eerste elftal in de uitwedstrijd tegen SHS (4-1 verlies). Hij behield dat seizoen zijn plek in de voorhoede en scoorde negen keer in de resterende tien duels. Een jaar later was hij met veertien doelpunten de clubtopscorer. Dit was voor VSV het laatste seizoen dat werd bekroond met het kampioenschap in de Tweede divisie A. André scoorde in de kampioenswedstrijd tegen Heerenveen (5-2 zege) op 9 juni een hattrick binnen vijf minuten.
VSV ging medio 1963 samen met Stormvogels verder onder de naam Telstar. 

### Amateurelftal
André werkte als loodgieter bij Hoogovens en speelde op amateurbasis bij VSV. Hij kwam, zes weken na zijn entree in het eerste elftal, in beeld voor het Nederlands amateurelftal. Hij maakte als centrumspits zijn debuut op 11 april 1962. De Nederlandse amateurs versloegen Italië met 2-1. 
Het amateurelftal maakte in mei 1963 een trip naar Engeland voor een toernooi ter gelegenheid van het honderdjarig bestaan van de Engelse voetbalbond. André speelde de drie wedstrijden mee. Zijn laatste duel als amateurinternational was de 3-1 nederlaag tegen thuisland Engeland op 21 mei 1963.

### Telstar
Bij de nieuwe fusieclub Telstar was de concurrentie groot voor de start van het seizoen 1963/64. Vrijwel alle spelers van VSV en Stormvogels bleven, alleen twee doelmannen waren vertrokken. André kwam dat seizoen tot zes optredens in het eerste elftal waarin hij eenmaal scoorde. Hij speelde naast het voetbal ook honkbal bij de club Rooswijk.
Telstar promoveerde in het debuutjaar als nummer twee van de Eerste divisie. In het eerste Eredivisieseizoen 1964/65 deed de nieuwe trainer Jack Mansell geen beroep op Fred André. In de loop van het seizoen 1965/66 verscheen hij, na een afwezigheid van anderhalf jaar, als verdediger terug in de basiself en hij zou zijn plek niet meer afstaan. Hij was tien jaar lang het stabiele middelpunt van de defensie. Telstar draaide jaarlijks mee in de middenmoot van de Eredivisie met als hoogste klassering de zesde plaats in seizoen 1973/74.

### Volendam
Op 35-jarige leeftijd nam hij afscheid van Telstar. Hij ging spelen bij Volendam waar hij ook jeugdtrainer werd. In zijn eerste seizoen 1976/77 promoveerde Volendam via de nacompetitie. De club eindigde een jaar later als zevende in de Eredivisie. Hij stopte na dat seizoen en werd assistent van trainer Jan Mak. Volendam kende een lastige seizoenstart en belandde op de voorlaatste plaats. André gaf gehoor aan de roep om zijn terugkeer. Hij vierde zijn rentree op 1 oktober 1978 thuis tegen Haarlem met een 4-0 zege.  Ondanks zijn comeback kon Volendam degradatie niet voorkomen. Hij miste de beslissende slotfase doordat hij op 6 mei 1979 thuis tegen Go Ahead Eagles (2-1) uitviel met een knieblessure. Dit betekende het einde van zijn loopbaan als profvoetballer. 

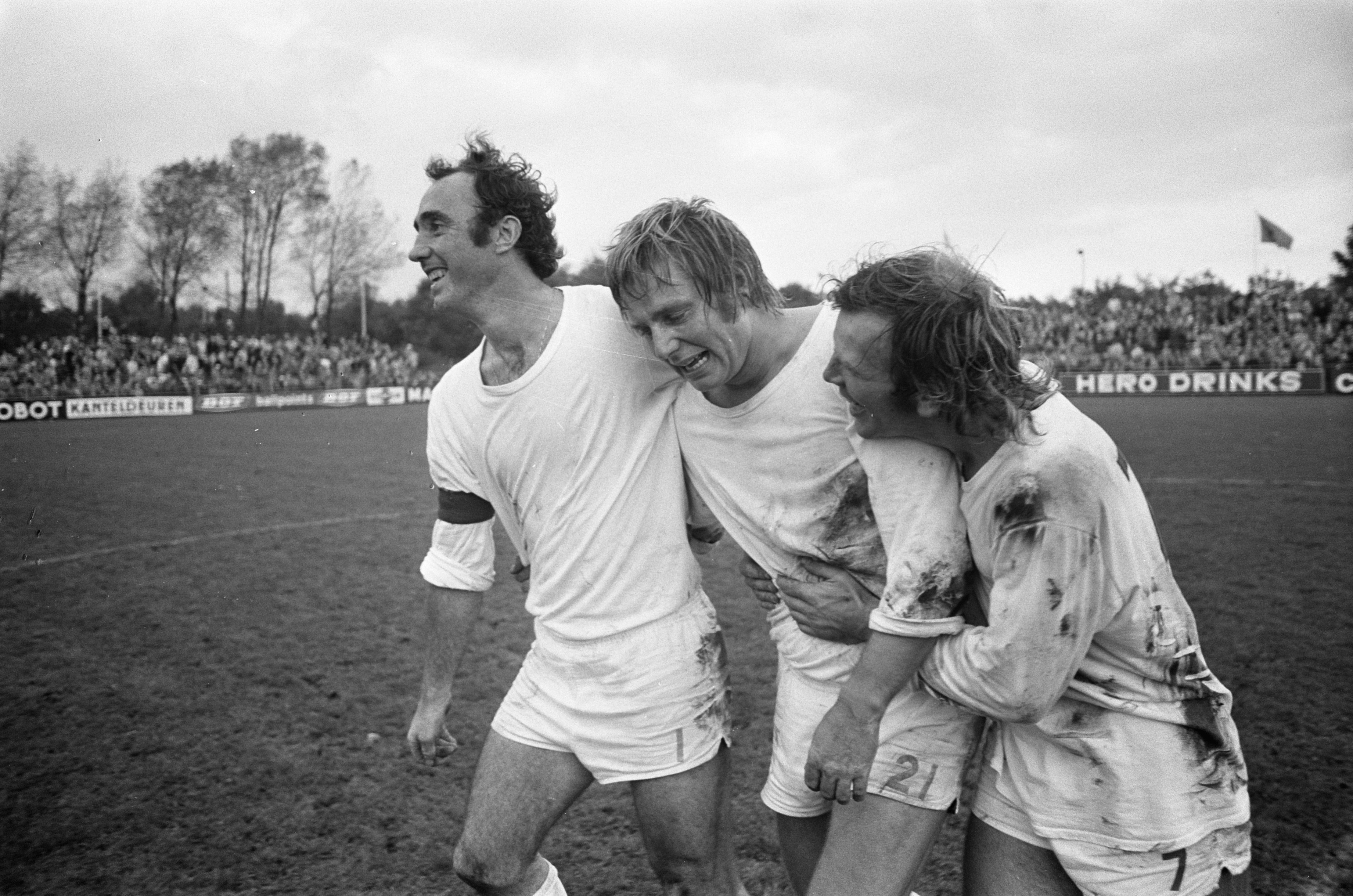
André (links) met Cees van Kooten (m) en Klaas Bijl (r) na 3-2 zege Telstar op Feyenoord (23 oktober 1973).

### Trainer
Nadat hij in 1979 definitief gestopt was, trad hij bij Volendam in vaste dienst als assistent van hoofdcoach Henk Ellens en als jeugdtrainer. Na twee jaar kwam het tot een breuk. De arbitragecommissie moest eraan te pas komen omdat de club de contracten van beide trainers niet tijdig had opgezegd. Hij ging als trainer werken bij de amateurs. Bij zowel Zandvoortmeeuwen als DEM bleef hij een seizoen. In 1983 keerde hij terug in het profvoetbal bij Telstar als opvolger van trainer Joop Brand. Hij moest na vier jaar plaatsmaken voor Cor van der Hart die assistent-trainer bij Ajax was. Telstar wilde een samenwerkingsverband met Ajax opzetten.
Hij keerde weer terug in het amateurvoetbal. Na HBC (1987-1991) en NFC (1991-1992) ging hij in 1992 als fulltimer aan de slag bij FC Lisse. Naast het eerste elftal trainde hij ook een zaterdagteam en de junioren. Hij beëindigde zijn trainersloopbaan bij de amateurs van RKAV Volendam.
Zijn beeltenis verscheen in 2009 op de spelersbus van Telstar. Hij had een sportwinkel in Winkelcentrum Wijkerbaan in Beverwijk, was filiaalhouder bij een schoenenzaak en magazijnmedewerker bij een bedrijf in zonweringen.
André was gehuwd en kreeg twee kinderen.
Hij woonde in Heemskerk en overleed op 24 januari 2017 op 75-jarige leeftijd in een verzorgingstehuis in Haarlem. Hij was al enige tijd ziek.

## Clubstatistieken
| Seizoen | Club        | Land      | Competitie       | Competitie | Competitie | Beker | Beker | Internationaal | Internationaal | Overig | Overig | Totaal | Totaal |
| Seizoen | Club        | Land      | Competitie       | Wed.       | Dlp.       | Wed.  | Dlp.  | Wed.           | Dlp.           | Wed.   | Dlp.   | Wed.   | Dlp.   |
| ------- | ----------- | --------- | ---------------- | ---------- | ---------- | ----- | ----- | -------------- | -------------- | ------ | ------ | ------ | ------ |
| 1961/62 | VSV         | Nederland | Eerste divisie B | 10         | 9          | 2     | 0     | 0              | 0              | 0      | 0      | 12     | 9      |
| 1962/63 | VSV         | Nederland | Tweede divisie A | 27         | 14         | 3     | 1     | 0              | 0              | 2      | 0      | 32     | 15     |
| 1963/64 | Telstar     | Nederland | Eerste divisie   | 6          | 1          | 1     | 1     | 0              | 0              | 0      | 0      | 7      | 2      |
| 1964/65 | Telstar     | Nederland | Eredivisie       | 0          | 0          | –     | 0     | 0              | 0              | 0      | 0      | 0      | 0      |
| 1965/66 | Telstar     | Nederland | Eredivisie       | 21         | 5          | 5     | 1     | 0              | 0              | 0      | 0      | 26     | 6      |
| 1966/67 | Telstar     | Nederland | Eredivisie       | 30         | 2          | 2     | 0     | 0              | 0              | 0      | 0      | 32     | 2      |
| 1967/68 | Telstar     | Nederland | Eredivisie       | 28         | 2          | 3     | 0     | 0              | 0              | 0      | 0      | 31     | 2      |
| 1968/69 | Telstar     | Nederland | Eredivisie       | 21         | 0          | 1     | 0     | 0              | 0              | 0      | 0      | 22     | 0      |
| 1969/70 | Telstar     | Nederland | Eredivisie       | 34         | 0          | 3     | 1     | 0              | 0              | 0      | 0      | 37     | 1      |
| 1970/71 | Telstar     | Nederland | Eredivisie       | 33         | 2          | 1     | 0     | 0              | 0              | 0      | 0      | 34     | 2      |
| 1971/72 | Telstar     | Nederland | Eredivisie       | 32         | 2          | 1     | 0     | 0              | 0              | 0      | 0      | 33     | 2      |
| 1972/73 | Telstar     | Nederland | Eredivisie       | 33         | 0          | 1     | 0     | 0              | 0              | 0      | 0      | 34     | 0      |
| 1973/74 | Telstar     | Nederland | Eredivisie       | 33         | 2          | 2     | 1     | 0              | 0              | 0      | 0      | 35     | 3      |
| 1974/75 | Telstar     | Nederland | Eredivisie       | 30         | 1          | 2     | 0     | 0              | 0              | 0      | 0      | 32     | 1      |
| 1975/76 | Telstar     | Nederland | Eredivisie       | 26         | 0          | 2     | 0     | 0              | 0              | 0      | 0      | 28     | 0      |
| 1976/77 | Volendam    | Nederland | Eerste divisie   | 25         | 2          | 1     | 1     | 0              | 0              | 6      | 0      | 32     | 3      |
| 1977/78 | FC Volendam | Nederland | Eredivisie       | 30         | 0          | 1     | 0     | 0              | 0              | 0      | 0      | 31     | 0      |
| 1978/79 | FC Volendam | Nederland | Eredivisie       | 19         | 0          | 5     | 1     | 0              | 0              | 0      | 0      | 24     | 1      |
| Totaal  | Totaal      | Totaal    | Totaal           | 438        | 42         | 36    | 7     | 0              | 0              | 8      | 0      | 482    | 49     |

## Erelijst
VSV
| Nationaal      |    |         |
| Tweede divisie | 1x | 1962/63 |